# Nebojša Pavković
Nebojša Pavković (* serbisch-kyrillisch Небојша Павковић; * 10. April 1946) ist ein ehemaliger serbischer General und verurteilter Kriegsverbrecher.

## Leben
Pavković schloss sein Lehrerseminar 1966 ab und wurde am 20. Juli 1970 in die jugoslawische Volksarmee einberufen. 1970 schloss er die Militärschule in Belgrad ab. Er war Bataillonskommandeur in der 10. Infanteriebrigade und wurde später zum Leiter des 16. Infanterieregiments ernannt. Zwischen 1988 und 1993 übte er mehrere Posten im Bundessekretariat für Landesverteidigung aus.
Nach dem Beginn des Konflikts im Kosovo wurde Paković Kommandeur der Dritten Armee. 1996 wurde er zum Generalmajor, 1998 zum Generalleutnant und schließlich 1999 zum Generaloberst ernannt. Für seine Führung der dritten Armee während der NATO-Operation Allied Force wurde er vom Präsidenten der Bundesrepublik Jugoslawien, Slobodan Milosević, mit der Freiheitsmedaille ausgezeichnet. Nach dem Sturz Milosevićs am 5. Oktober 2000 verblieb Pavković im Amt des Generalstabschefs. Am 24. Juni 2002 enthob ihn schließlich Präsident Vojislav Koštunica seines Amtes. Am 25. April 2005 wurde Pavković an den Internationalen Strafgerichtshof für das ehemalige Jugoslawien ausgeliefert und wegen Verbrechen gegen die Menschlichkeit und Kriegsverbrechen im Kosovokrieg am 26. Februar 2009 zu 22 Jahren Gefängnis verurteilt. Seine Strafe wurde im Januar 2014 bestätigt.
Seit 2014 verbüßt Pavković seine Strafe in Finnland.